# 앨릭스 트리벡
앨릭스 트리벡(영어: Alex Trebek, OC, 1940년 7월 22일 ~ 2020년 11월 8일)은 캐나다에서 태어난 방송인이다. 미국의 최장수 퀴즈 쇼 프로그램인 《제퍼디!》의 쇼 호스트를 1984년 9월 10일부터 2020년 10월 29일까지 맡았다. 데이타임 에미상도 여러 차례 수상했다.
2020년 11월 8일에 지병인 췌장암으로 사망하였다.
그의 사망 당시 35개의 에피소드가 방송되지 않았다. 첫 30회는 예정대로 방송됐지만, 소니는 최종 5회 방송을 계열사 스포츠별 선점과 신디케이션 문제로 14일 연기했다. 따라서 그의 마지막 에피소드는 2021년 1월 8일에 방송되었으며 켄 제닝스가 그 뒤를 이었다.

## 서훈
- 2017년 캐나다 훈장 오피서(OC)[2]